# Meinard

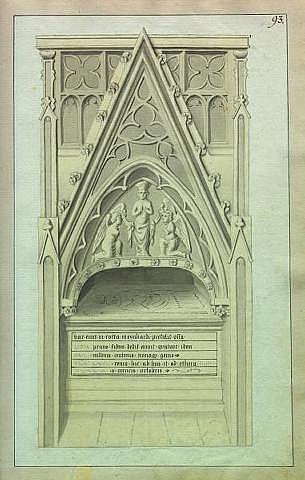
Meinards gravmonument i Rigas domkyrka.

Meinard, tyska: Meinhard von Segeberg, död 1196, var mellan 1186 och 1196 biskop av Ikšķile (Yxkull) i nuvarande Lettland. 
Han kom till Livland som augustinermunk från klostret Segeberg i Schleswig-Holstein. 1185 igångsatte han bygget av en stenborg och en kyrka i Ikšķile, med hjälp av stenhuggare och byggarbetare från Gotland. Året därpå utnämndes Meinard till biskop av Ikšķile av ärkebiskopen i Bremen, vilket 1188 även bekräftades av påven Clemens III.
Relativt få oberoende källor finns kring Meinards styre som biskop. Den främsta källan är Henrik av Lettlands krönika. Klart är att vad som ursprungligen var ett missionsuppdrag med tiden kom att övergå mer i ett väpnat korståg mot de hedniska liverna, lettgallerna och esterna. Biskopssätet flyttades sedermera till Riga av efterföljaren Albert 1202, och i slutet av 1300-talet flyttades även Meinards kvarlevor till Rigas domkyrka, där ett gravmonument uppfördes.
Meinard helgonförklarades i egenskap av påven Johannes Paulus II som Sankt Meinhard 1993, och firas idag framförallt inom den katolska kyrkan för sin roll i kristnandet av nuvarande Lettland.